# 大原拓
大原 拓（おおはら たく、1972年生 - ）は、東京都出身の日本の演出家、NHKドラマ番組部のチーフプロデューサー。

## 経歴
1972年、大河ドラマ第38作元禄繚乱などのチーフ演出を務めたディレクター・大原誠の次男として誕生。
龍谷大学文学部卒業。
1996年、NHK入局。
2000年、NHK津放送局を経て、NHKドラマ番組部に所属。
2016年、龍谷奨励賞受賞。

## 主な演出作品
- 連続テレビ小説
  - 第86作『梅ちゃん先生』 2012年放送[注 1]
  - 第94作『とと姉ちゃん』 2016年放送　＊チーフ演出[2]
- 大河ドラマ
  - 第53作『軍師官兵衛』 2014年放送[4]
  - 第59作『麒麟がくる』 2020年放送　＊チーフ演出[2]
  - 第64作『べらぼう〜蔦重栄華乃夢噺〜』 2025年放送[4]
- ドラマ10
  - 『フェイク 京都美術事件絵巻』 2011年放送[5]
  - 『大奥』 2023年放送　＊チーフ演出[6]
- その他
  - 『真夜中のパン屋さん』 2013年放送[5]